# Registar toksičnih efekata hemijskih supstanci
Registar toksičnih efekata hemijskih supstanci (RTECS) je baza podataka informacija o toksičnosti sastavljena od javno dostupne naučne literature bez pozivanja na valjanost ili korisnost prijavljenih studija. Do 2001 nju je održavao Američki Nacionalni institut za radnu bezbednost i zdravlje (NIOSH) kao slobodno dostupni resurs. U današnje vreme nju odražava privatna kompanija Simiks Tehnologije, tako da je dostupna samo uz naknadu ili putem pretplate..

## Sadržaj
Ova baza podataka sadrži šest tipova podataka o toksičnosti:
1. Primarna iritacija
2. Mutageni efekti
3. Reproduktivni efekti
4. Tumorogeni efekti
5. Akutna toksičnost
6. Druga toksičnost višestrukih doza

## Literatura
1. ↑  „Registry of Toxic Effects of Chemical Substances”. Архивирано из оригинала 06. 09. 2011. г. Приступљено 31. 08. 2011.

## Spoljašnje veze
- RTECS pregled
- vebsajt[мртва веза]